# Bruno Kneubühler (Entomologe)

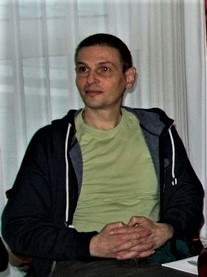
Bruno Kneubühler im Jahr 2014

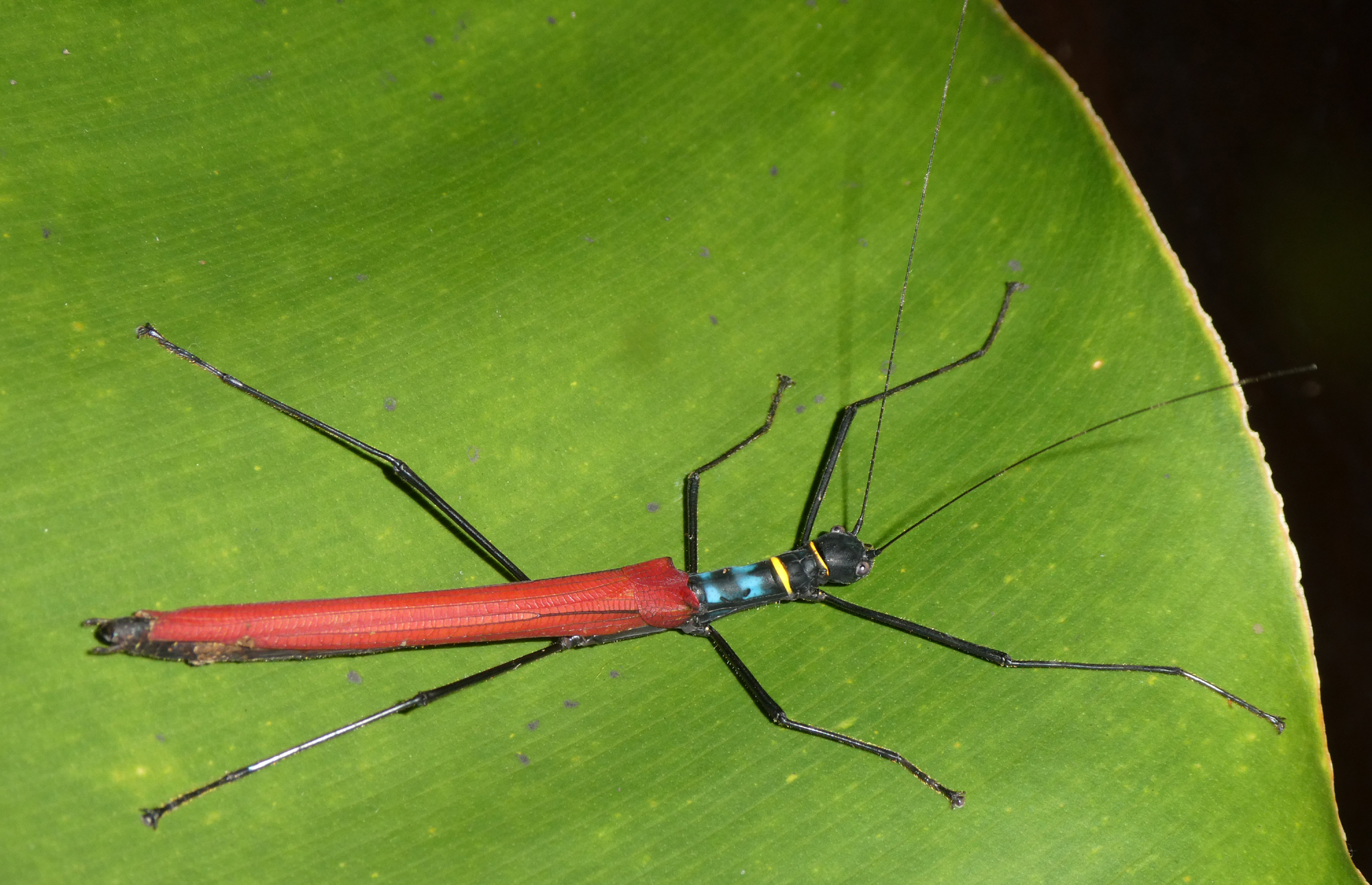
Calvisia kneubuehleri ‘Cat Tien‘, eine zuerst von Bruno Kneubühler nachgezogene und später nach ihm benannte Art

Bruno Kneubühler (* 5. Mai 1964) ist ein Schweizer Entomologe. Er gilt als Spezialist für die Erstnachzucht, sowie die Erforschung der Zuchtbedingungen und des Reproduktionszyklus von Gespenstschrecken (Phasmatodea).

## Leben
Kneubühler wuchs in Richenthal, einem kleinen Dorf in der Nähe von Luzern auf, wo er sich schon früh für die heimische Tierwelt und hier besonders für Insekten interessierte. Diese begann er bereits als Kind zu beobachten und zu züchten. Sein Interesse galt dabei zunehmend den Insekten. Seine Passion für Phasmiden begann am Gymnasium, wo er mit der Indischen Stabschrecke (Carausius morosus) und der Australischen Gespenstschrecke (Extatosoma tiaratum) in der Schule die ersten Vertreter dieser Ordnung kennenlernte. Während er Lebensmittelwissenschaft an der ETH Zürich studierte und in dieser Fachrichtung promoviert wurde, knüpfte er Kontakte zu erfahrenen Phasmidenzüchtern in ganz Europa. Schon damals galt sein größtes Interesse der Beschaffung und Zucht neuer Arten. Für ein 1990 durchgeführtes Praktikum im Rahmen seines Studiums wählte er einen Lebensmittelhersteller in Malaysia, um dort den Lebensraum der Gespenstschrecken in einer als Cameron Highlands bezeichneten Region in Pahang zehn Tage lang erkunden zu können.
Bereits 1989 veröffentlichte er erste Haltungs- und Zuchtberichte in den Newslettern der Phasmid Study Group, wo er auch über die Sammelreise von 1990 berichtete. In den darauffolgenden Jahren beschaffte er mehrere hundert Arten von Gespenstschrecken, meist, indem er sich Eier dieser Tiere aus aller Welt schicken ließ. Bei diesen gelang ihm häufig die Erstnachzucht und so geht ein erheblicher Teil der heute in Zucht befindlichen Arten auf ihn zurück. Dazu entwickelte er verschiedene Techniken, wie das „Coating“ bei dem Ersatzfutterpflanzen mit einer Paste aus schwer frisch beschaffbaren, getrockneten und zermahlenen Pflanzenteilen ummantelt bzw. maskiert werden, um die geschlüpften Tiere zu einer Futteraufnahme zu animieren. Weitere von ihm entwickelte Techniken sind die „LTD Method“ (Low-Temperature-induced-Dormancy) zur Verlängerung der Inkubationszeit bei Eiern von Arten, die auf sommergrüne Nahrung angewiesen sind oder das „Free-Standing Setup“ zur Haltung und Nachzucht von Wandelnden Blättern. Außerdem studierte Kneubühler viele Aspekte der Biologie von Phasmiden. So dokumentierte er jeweils den Fortpflanzungs- und Lebenszyklus der von ihm nachgezogenen Arten (Inkubationszeit der Eier, Zeiträume bis zur ersten Nahrungsaufnahme bzw. Adulthäutung, Lebensdauer etc.). Außerdem beschrieb er verschiedene Verhaltensweisen bei Gespenstschrecken, wie das „Mate guarding“, hier die teils lebenslange Bewachung des weiblichen Partners durch das aufsitzende Männchen. Er dokumentierte den Habitus der Arten durch Beschreibung und detaillierte Fotos der Tiere und Eier. Sowohl diese Informationen als auch die Tiere selbst stellte er anderen, vor allem taxonomisch arbeitenden Entomologen wie Oskar V. Conle und Frank H. Hennemann zur Verfügung. Seine eigenen Erkenntnisse veröffentlichte er in bisher über 270 Zuchtanleitungen, den sogenannten „Caresheets“ auf einer mit Conle und Hennemann betriebenen Website. Auf Kneubühlers Initiative hin werden die unter den Terrarianern verteilten Zuchtstämme nicht nur mit dem aktuell gültigen wissenschaftlichen Namen bezeichnet, sondern zusätzlich auch mit der Angabe des Fundortes. So lassen sich neue Erkenntnisse, wie etwa die Aufteilung einer Art in mehrere, den Zuchtstämmen leichter zuordnen. Sämtliche von ihm nachgezogenen Arten und Stämme wurden von Kneubühler nicht nur allen daran interessierten wissenschaftlichen Entomologen, sondern auch anderen interessierten Phasmidenzüchtern angeboten, um deren Fortbestand in der Terraristik zu sichern. Obwohl ihn die Taxonomie nach eigenen Angaben nicht interessiert, ist er Mitautor der Erstbeschreibung von Oreophoetes topoense Conle, Hennemann, Käch & Kneubühler, 2009. Bei weiteren Arbeiten über Gespenstschrecken ist Kneubühler Koautor.

## Dedikationsnamen
Nach Bruno Kneubühler sind die Gespenstschrecken Decidia kneubuehleri Conle, Hennemann & Gutiérrez, 2011, Asceles kneubuehleri Seow-Choen, 2016 und Calvisia kneubuehleri Bresseel & Constant, 2017 benannt.